# Olympische Winterspiele 2022/Bob
Bei den XXIV. Olympischen Winterspielen 2022 in Peking fanden vier Wettbewerbe im Bobfahren statt. Austragungsort war das neu erbaute Yanqing National Sliding Center.
Auf der Anlage wurden außerdem die Wettkämpfe im Rennrodeln und Skeleton ausgetragen. Im Vergleich zu den Olympischen Winterspielen 2018 in Pyeongchang wurde das Programm um den Monobob der Frauen erweitert. Somit wurden erstmals für Frauen und Männer gleich viele Wettkämpfe ausgetragen. Die Einführung des neuen Wettbewerbs wurde jedoch kontrovers diskutiert.
Der Zweierbob der Männer bei den Olympischen Spielen 2022 war der erste Bobwettbewerb in der Geschichte der Olympischen Spiele, bei dem ausschließlich ein Land auf die Podestränge kam bzw. Medaillen gewann.
Die eigentlich für Februar und März 2021 vorgesehenen Testwettkämpfe mussten aufgrund der COVID-19-Pandemie auf Oktober und November 2021 verschoben werden.

## Bilanz

### Medaillenspiegel
| Platz  | Land               | Gold | Silber | Bronze | Gesamt |
| ------ | ------------------ | ---- | ------ | ------ | ------ |
| 1      | Deutschland        | 3    | 3      | 1      | 7      |
| 2      | Vereinigte Staaten | 1    | 1      | 1      | 3      |
| 3      | Kanada             | –    | –      | 2      | 2      |
| Gesamt | Gesamt             | 4    | 4      | 4      | 12     |

### Medaillengewinner
| Disziplin        | Gold                                                                          | Silber                                                                     | Bronze                                                       |
| ---------------- | ----------------------------------------------------------------------------- | -------------------------------------------------------------------------- | ------------------------------------------------------------ |
| Zweierbob Männer | Francesco Friedrich / Thorsten Margis (GER)                                   | Johannes Lochner / Florian Bauer (GER)                                     | Christoph Hafer / Matthias Sommer (GER)                      |
| Viererbob Männer | DeutschlandFrancesco Friedrich Thorsten Margis Candy Bauer Alexander Schüller | DeutschlandJohannes Lochner Florian Bauer Christopher Weber Christian Rasp | KanadaJustin Kripps Ryan Sommer Cam Stones Benjamin Coakwell |
| Monobob Frauen   | Kaillie Humphries (USA)                                                       | Elana Meyers Taylor (USA)                                                  | Christine de Bruin (CAN)                                     |
| Zweierbob Frauen | Laura Nolte / Deborah Levi (GER)                                              | Mariama Jamanka / Alexandra Burghardt (GER)                                | Elana Meyers Taylor / Sylvia Hoffman (USA)                   |

## Qualifikation
Insgesamt standen für die Wettbewerbe im Bobsport 170 Quotenplätze zur Verfügung, 124 für die Männer und 46 für die Frauen. Der Qualifikationszeitraum begann mit der Weltcup-Saison 2021/2022 und endete am 16. Januar 2022. Mit diesem Stand wurden den NOKs die einzelnen Quotenplätze wie folgt zugeteilt:
| Nation              | Männer | Männer | Frauen | Frauen | Gesamt       |
| Nation              | Zweier | Vierer | Mono   | Zweier | Gesamt       |
| ------------------- | ------ | ------ | ------ | ------ | ------------ |
| Australien          |        |        | 1      | 1      | 2            |
| Belgien             |        |        |        | 1      | 1            |
| Brasilien           | 1      | 1      |        |        | 2            |
| China               | 2      | 2      | 2      | 2      | 8            |
| Deutschland         | 3      | 3      | 2      | 3      | 11           |
| Frankreich          | 1      | 1      | 1      | 1      | 4            |
| Großbritannien      | 1      | 1      |        | 1      | 3            |
| Italien             | 1      | 2      | 1      |        | 4            |
| Jamaika             | 1      | 1      | 1      | 1      | 4            |
| Kanada              | 3      | 3      | 2      | 3      | 11           |
| Lettland            | 2      | 1      |        |        | 3            |
| Monaco              | 1      |        |        |        | 1            |
| Niederlande         | 1      | 1      | 1      |        | 3            |
| Österreich          | 2      | 2      | 1      | 2      | 7            |
| ROC                 | 2      | 2      | 1      | 2      | 7            |
| Rumänien            | 1      | 1      | 1      | 1      | 4            |
| Schweiz             | 2      | 2      | 1      | 1      | 6            |
| Slowakei            |        |        | 1      |        | 1            |
| Südkorea            | 2      | 2      | 1      |        | 5            |
| Trinidad und Tobago | 1      |        |        |        | 1            |
| Tschechien          | 1      | 1      |        |        | 2            |
| Ukraine             |        |        | 1      |        | 1            |
| Vereinigte Staaten  | 2      | 2      | 2      | 2      | 8            |
| Gesamt: 23 NOKs     | 30     | 28     | 20     | 21     | 99 Schlitten |

## Zeitplan
| Datum       | Ortszeit | MEZ   | Disziplin                       |
| ----------- | -------- | ----- | ------------------------------- |
| 13. Februar | 9:30     | 2:30  | Monobob Frauen – Lauf 1 und 2   |
| 14. Februar | 9:30     | 2:30  | Monobob Frauen - Lauf 3 und 4   |
| 14. Februar | 20:15    | 13:15 | Zweierbob Männer – Lauf 1 und 2 |
| 15. Februar | 20:05    | 13:05 | Zweierbob Männer - Lauf 3 und 4 |
| 18. Februar | 20:00    | 13:00 | Zweierbob Frauen – Lauf 1 und 2 |
| 19. Februar | 9:30     | 2:30  | Viererbob Männer – Lauf 1 und 2 |
| 19. Februar | 20:00    | 13:00 | Zweierbob Frauen - Lauf 3 und 4 |
| 20. Februar | 9:30     | 2:30  | Viererbob Männer - Lauf 3 und 4 |

## Ergebnisse Männer

### Zweierbob
| Platz | Land | Athleten                               | 1. Lauf | 2. Lauf     | 3. Lauf | 4. Lauf     | Gesamt      |
| ----- | ---- | -------------------------------------- | ------- | ----------- | ------- | ----------- | ----------- |
| 1     | GER  | Francesco Friedrich Thorsten Margis    | 59,02 s | 59,36 s     | 58,99 s | 59,52 s     | 3:56,89 min |
| 2     | GER  | Johannes Lochner Florian Bauer         | 59,26 s | 59,27 s     | 59,32 s | 59,53 s     | 3:57,38 min |
| 3     | GER  | Christoph Hafer Matthias Sommer        | 59,44 s | 59,93 s     | 59,51 s | 59,70 s     | 3:58,58 min |
| 4     | SUI  | Michael Vogt Sandro Michel             | 59,57 s | 59,90 s     | 59,59 s | 59,77 s     | 3:58,83 min |
| 5     | AUT  | Benjamin Maier Markus Sammer           | 59,51 s | 59,96 s     | 59,64 s | 1:00,01 min | 3:59,12 min |
| 6     | MON  | Rudy Rinaldi Boris Vain                | 59,62 s | 59,90 s     | 59,57 s | 1:00,05 min | 3:59,14 min |
| 7     | CAN  | Chris Spring Mike Evelyn               | 59,54 s | 1:00,03 min | 59,76 s | 59,93 s     | 3:59,26 min |
| 8     | ROC  | Rostislaw Gaitjukewitsch Alexei Laptew | 59,41 s | 59,91 s     | 59,80 s | 1:00,19 min | 3:59,31 min |
| 9     | LAT  | Oskars Ķibermanis Matīss Miknis        | 59,65 s | 59,94 s     | 59,82 s | 59,93 s     | 3:59,34 min |
| 10    | CAN  | Justin Kripps Cam Stones               | 59,61 s | 1:00,08 min | 59,71 s | 1:00,00 min | 3:59,40 min |

1. Lauf: 14. Februar 2022, 20:05 Uhr

2. Lauf: 14. Februar 2022, 21:40 Uhr

3. Lauf: 15. Februar 2022, 20:15 Uhr

4. Lauf: 15. Februar 2022, 21:50 Uhr

Olympiasieger 2018:  Francesco Friedrich, Thorsten Margis &  Justin Kripps, Alexander Kopacz
Weltmeister 2021:  Francesco Friedrich, Alexander Schüller

### Viererbob
| Platz | Land | Athleten                                                               | 1. Lauf | 2. Lauf | 3. Lauf | 4. Lauf | Gesamt      |
| ----- | ---- | ---------------------------------------------------------------------- | ------- | ------- | ------- | ------- | ----------- |
| 1     | GER  | Francesco Friedrich Alexander Schüller Thorsten Margis Candy Bauer     | 58,29 s | 58,71 s | 58,17 s | 59,13 s | 3:54,30 min |
| 2     | GER  | Johannes Lochner Florian Bauer Christopher Weber Christian Rasp        | 58,13 s | 58,90 s | 58,34 s | 59,30 s | 3:54,67 min |
| 3     | CAN  | Justin Kripps Benjamin Coakwell Cam Stones Ryan Sommer                 | 58,38 s | 59,00 s | 58,44 s | 59,27 s | 3:55,09 min |
| 4     | GER  | Christoph Hafer Matthias Sommer Michael Salzer Tobias Schneider        | 58,60 s | 58,95 s | 58,35 s | 59,25 s | 3:55,15 min |
| 5     | LAT  | Oskars Ķibermanis Dāvis Spriņģis Matīss Miknis Edgars Nemme            | 58,70 s | 58,86 s | 58,41 s | 59,30 s | 3:55,27 min |
| 6     | GBR  | Brad Hall Taylor Lawrence Nick Gleeson Greg Cackett                    | 58,60 s | 59,09 s | 58,65 s | 59,38 s | 3:55,72 min |
| 7     | ROC  | Rostislaw Gaitjukewitsch Alexei Laptew Pawel Trawkin Michail Mordassow | 58,54 s | 59,24 s | 58,81 s | 59,56 s | 3:56,15 min |
| 8     | ROC  | Maxim Andrianow Alexei Saizew Dmitri Lopin Wladislaw Scharowzew        | 58,82 s | 59,30 s | 59,03 s | 59,40 s | 3:56,55 min |
| 9     | CAN  | Chris Spring Sam Giguère Cody Sorensen Mike Evelyn                     | 59,10 s | 59,33 s | 59,10 s | 59,46 s | 3:56,99 min |
| 10    | USA  | Hunter Church Kristopher Horn Charlie Volker Joshua Williamson         | 58,91 s | 59,70 s | 58,96 s | 59,49 s | 3:57,06 min |

1. Lauf: 19. Februar 2022, 09:30 Uhr

2. Lauf: 19. Februar 2022, 11:05 Uhr

3. Lauf: 20. Februar 2022, 09:30 Uhr

4. Lauf: 20. Februar 2022, 11:20 Uhr

Olympiasieger 2018:  Francesco Friedrich, Candy Bauer, Martin Grothkopp, Thorsten Margis
Weltmeister 2021:  Francesco Friedrich, Thorsten Margis, Candy Bauer, Alexander Schüller

## Ergebnisse Frauen

### Monobob
| Platz | Land | Athletin            | 1. Lauf     | 2. Lauf     | 3. Lauf     | 4. Lauf     | Gesamt      |
| ----- | ---- | ------------------- | ----------- | ----------- | ----------- | ----------- | ----------- |
| 1     | USA  | Kaillie Humphries   | 1:04,44 min | 1:04,66 min | 1:04,87 min | 1:05,30 min | 4:19,27 min |
| 2     | USA  | Elana Meyers Taylor | 1:05,12 min | 1:05,30 min | 1:05,28 min | 1:05,11 min | 4:20,81 min |
| 3     | CAN  | Christine de Bruin  | 1:05,12 min | 1:05,02 min | 1:05,38 min | 1:05,51 min | 4:21,03 min |
| 4     | GER  | Laura Nolte         | 1:04,74 min | 1:05,58 min | 1:05,70 min | 1:05,31 min | 4:21,33 min |
| 5     | AUS  | Breeana Walker      | 1:05,55 min | 1:05,54 min | 1:05,16 min | 1:05,21 min | 4:21,46 min |
| 6     | CHN  | Mingming Huai       | 1:05,18 min | 1:05,72 min | 1:05,71 min | 1:05,97 min | 4:22,58 min |
| 7     | SUI  | Melanie Hasler      | 1:05,18 min | 1:05,86 min | 1:06,21 min | 1:05,56 min | 4:22,81 min |
| 8     | CAN  | Cynthia Appiah      | 1:05,75 min | 1:05,53 min | 1:05,78 min | 1:05,58 min | 4:23,04 min |
| 9     | CHN  | Qing Ying           | 1:05,16 min | 1:05,99 min | 1:05,82 min | 1:06,44 min | 4:23,41 min |
| 10    | ROC  | Nadeschda Sergejewa | 1:05,45 min | 1:06,00 min | 1:05,83 min | 1:06,31 min | 4:23,59 min |

1. Lauf: 13. Februar 2022, 09:30 Uhr

2. Lauf: 13. Februar 2022, 11:00 Uhr

3. Lauf: 14. Februar 2022, 09:30 Uhr

4. Lauf: 14. Februar 2022, 11:00 Uhr

Olympiasiegerin 2018: nicht ausgetragen
Weltmeisterin 2021:  Kaillie Humphries

### Zweierbob
| Platz | Land | Athletinnen                             | 1. Lauf     | 2. Lauf     | 3. Lauf     | 4. Lauf     | Gesamt      |
| ----- | ---- | --------------------------------------- | ----------- | ----------- | ----------- | ----------- | ----------- |
| 1     | GER  | Laura Nolte Deborah Levi                | 1:01,04 min | 1:01,01 min | 1:00,70 min | 1:01,21 min | 4:03,96 min |
| 2     | GER  | Mariama Jamanka Alexandra Burghardt     | 1:01,10 min | 1:01,45 min | 1:00,98 min | 1:01,20 min | 4:04,73 min |
| 3     | USA  | Elana Meyers Taylor Sylvia Hoffman      | 1:01,26 min | 1:01,53 min | 1:01,13 min | 1:01,56 min | 4:05,48 min |
| 4     | GER  | Kim Kalicki Lisa Buckwitz               | 1:01,61 min | 1:01,78 min | 1:01,30 min | 1:01,59 min | 4:06,28 min |
| 5     | CAN  | Christine de Bruin Kristen Bujnowski    | 1:01,45 min | 1:01,76 min | 1:01,43 min | 1:01,73 min | 4:06,37 min |
| 6     | SUI  | Melanie Hasler Nadja Pasternack         | 1:01,65 min | 1:01,85 min | 1:01,77 min | 1:01,56 min | 4:06,83 min |
| 7     | USA  | Kaillie Humphries Kaysha Love           | 1:01,41 min | 1:01,97 min | 1:01,75 min | 1:01,91 min | 4:07,04 min |
| 8     | CAN  | Cynthia Appiah Dawn Richardson Wilson   | 1:01,75 min | 1:01,89 min | 1:01,95 min | 1:01,93 min | 4:07,52 min |
| 9     | ROC  | Nadeschda Sergejewa Julija Belomestnych | 1:02,04 min | 1:01,90 min | 1:02,34 min | 1:01,83 min | 4:08,11 min |
| 10    | AUT  | Katrin Beierl Jennifer Onasanya         | 1:01,91 min | 1:02,12 min | 1:01,89 min | 1:02,32 min | 4:08,24 min |

1. Lauf: 18. Februar 2022, 20:00 Uhr

2. Lauf: 18. Februar 2022, 21:30 Uhr

3. Lauf: 19. Februar 2022, 20:00 Uhr

4. Lauf: 19. Februar 2022, 21:30 Uhr

Olympiasiegerinnen 2018:  Mariama Jamanka, Lisa Buckwitz
Weltmeisterinnen 2021:  Kaillie Humphries, Lolo Jones